# Libra (Toni Braxton)
Libra è il sesto album in studio della cantante statunitense Toni Braxton. È stato pubblicato negli Stati Uniti il 27 settembre 2005 dalla Blackground Records. Il titolo dell'album si riferisce al segno zodiacale della Braxton, bilancia.
L'album ha debuttato alla posizione numero 4 della classifica americana e alla numero 2 nella classifica R&B, vendendo 114 000 copie nella prima settimana. Sono stati pubblicati tre singoli dall'album ma, a causa della scarsa promozione da parte della Blackground Records, nessuno di essi è entrato nella classifica americana dei singoli, causando la fine della collaborazione della cantante con la casa discografica. Tuttavia, grazie al successo europeo del brano The Time of Our Lives, una collaborazione con Il Divo, canzone ufficiale del Campionato mondiale di calcio 2006, l'etichetta tedesca Edel Music ha ripubblicato l'album nell'Europa continentale nel giugno 2006 includendo The Time of Our Lives e con una nuova copertina. In precedenza, l'edizione europea includeva già tre bonus track: Suddenly, I Hate You, e Long Way Home.
Libra è stato certificato disco d'oro dalla  Recording Industry Association of America con 431 000 copie vendute.
La copertina dell'album è stata inclusa nella classifica della rivista Maxim delle Copertine più sexy.

## Pubblicazione
La pubblicazione di Libra è stata rimandata tre volte, fino all'autunno 2005. L'album segna l'abbandono da parte di Toni Braxton della Arista Records, dovuto all'insuccesso dell'album del 2002 More Than a Woman.
Alcuni rivenditori americani includevano una bonus track come download digitale, che poteva essere o una canzone scartata dall'album o uno dei brani inclusi nell'edizione europea. Nei Wal-Mart la canzone bonus era Places.

## Singoli
Il singolo di lancio Please prodotto da Scott Storch è una ballad ballabile, ed è l'unico brano per cu è stato prodotto un video. I singoli successivi Trippin' (That's the Way Love Works) e Take This Ring hanno avuto scarso successo anche a causa della mancanza di promozione.
Suddenly, è stato estratto come singolo solo in Europa, non essendo presente nell'edizione americana dell'album.
Il singolo The Time of Our Lives (con Il Divo) è stato incluso nella riedizione tedesca dell'album.

## Tracce

### Edizione standard
1. Please – 3:57 (Scott Storch, Makeba Riddick, Vincent Herbert, Kameron Houff)
2. Trippin' (That's the Way Love Works) – 4:05 (Bryan-Michael Cox, Kendrick Dean, Johntá Austin, Toni Braxton)
3. What's Good – 4:14 (Joe Sample, Bryan-Michael Cox, Johntá Austin, Toni Braxton)
4. Take This Ring – 4:35 (Rich Harrison)
5. Midnite – 4:11 (Carsten Schack, Kenneth Karlin, Harold Lilly)
6. I Wanna Be (Your Baby) – 3:48 (Harvey Mason Jr., Damon Thomas, Kenneth Edmonds, Daryl Simmons)
7. Sposed to Be – 4:07 (Patrick Smith, Antonio Dixon, Keri Hilson, Damon Thomas, Harvey Mason Jr.)
8. Stupid – 3:36 (Keri Lewis, Cory Rooney, Toni Braxton)
9. Finally – 3:30 (Durrell Babbs, Eric Dawkins, Antonio Dixon, Damon Thomas, Harvey Mason Jr.)
10. Shadowless – 3:57 (Alex Cantrell, Philip White)

### Edizione europea
1. Please – 3:57 (Scott Storch, Makeba Riddick, Vincent Herbert, Kameron Houff)
2. Trippin' (That's the Way Love Works) – 4:05 (Bryan-Michael Cox, Kendrick Dean, Johntá Austin, Toni Braxton)
3. What's Good – 4:14 (Joe Sample, Bryan-Michael Cox, Johntá Austin, Toni Braxton)
4. Suddenly – 4:43 (Richard Marx)
5. Take This Ring – 4:35 (Rich Harrison)
6. Midnite – 4:11 (Carsten Schack, Kenneth Karlin, Harold Lilly)
7. I Wanna Be (Your Baby) – 3:48 (Harvey Mason Jr., Damon Thomas, Kenneth Edmonds, Daryl Simmons)
8. Sposed to Be – 4:07 (Patrick Smith, Antonio Dixon, Keri Hilson, Damon Thomas, Harvey Mason Jr.)
9. Stupid – 3:36 (Keri Lewis, Cory Rooney, Toni Braxton)
10. Finally – 3:30 (Durrell Babbs, Eric Dawkins, Antonio Dixon, Damon Thomas, Harvey Mason Jr.)
11. I Hate You – 4:01 (Antonio Dixon, Damon Thomas, Harvey Mason Jr., Eric Dawkins, Kenneth Edmonds)
12. Shadowless – 3:57 (Alex Cantrell, Philip White)
13. Long Way Home – 4:32 (Carsten Schack, Kenneth Karlin, Alex Cantrall, Phillip White)

Bonus track per la riedizione
1. The Time of Our Lives (feat. Il Divo) – 4:44 (Jörgen Elofsson)

## Classifiche
| Classifiche (2005)          | Posizione massima |
| --------------------------- | ----------------- |
| Germania                    | 60                |
| Svizzera                    | 25                |
| Stati Uniti                 | 4                 |
| U.S. Top R&B/Hip-Hop Albums | 2                 |

## Date di pubblicazione
| Regione     | Data                            | Etichetta           |
| ----------- | ------------------------------- | ------------------- |
| Stati Uniti | 27 settembre 2005               | Blackground Records |
| Europa      | 21 ottobre 2005                 | Edel Records        |
| Europa      | 23 giugno 2006 (nuova edizione) | Edel Records        |